# 3560 Ченкян
3560 Ченкян (3560 Chenqian) — астероїд головного поясу, відкритий 3 вересня 1980 року.
Тіссеранів параметр щодо Юпітера — 3,218.